# Hesitation Blues
Hesitation Blues est le nom d'une chanson populaire écrite vers 1914 par Billy Smythe, Scott Middleton et Art Gillham, et éditée le 11 juin 1915. Une autre version, intitulée Hesitating Blues, est publiée par W.C. Handy le même jour. Adaptée d'un air traditionnel, la chanson est reprise par de nombreux artistes qui s'en attribuent parfois la paternité. La chanson est devenu un standard de jug band, du blues et du western swing.
Comme beaucoup de blues commerciaux de la période pré-1920, Hesitation Blues combine des éléments de blues avec du ragtime, dans un cadre assez conventionnel. La chanson est dans les tonalités majeures tout du long, avec une modulation de fa à si bémol dans le refrain.

## Histoire
Les trois compositeurs sont originaires de Saint Louis, dans le Missouri. Autour de 1914, ils partent à Los Angeles pour rejoindre un groupe. Pendant leur voyage, ils composent des paroles sur des airs traditionnels. De retour à St. Louis, les membres du trio se séparent. Art Gillham reste à St. Louis, Billy Smythe va à Louisville et Scott Middleton, beau-frère de Smythe, part à Chicago. En 1915, Billy Smythe édite Hesitation Blues mais sans citer Art Gillham.
Le conflit au sujet de la paternité de Hesitation Blues est résolu quelques années après, quand Art Gillham et Billy Smythe écrivent d'autres chansons qui sont attribuées aux « auteurs de Hesitation Blues » lors des publications. 
Art Gillham chante ce morceau à la radio et l'enregistre en février 1925 pour Columbia Records. La chanson est à nouveau publiée en 1926, et attribuée cette fois aux trois auteurs. La publication de 1926 est un arrangement différent avec des paroles supplémentaires par rapport à celle de 1915.

## Versions alternatives
L'air traditionnel est également arrangé par W.C. Handy et édité dans 1915 en tant que Hesitating Blues. Les paroles sont complètement  différentes. Dans son livre Blues: an Anthology, Handy déclare que la mélodie provient d'un ancien negro spiritual. Comme la musique est un air traditionnel, beaucoup d'artistes enregistrent des versions d'Hesitation Blues en s'attribuant les droits d'auteurs de la chanson. Cependant les paroles les plus souvent employées sont celles publiées en 1926.
Une première version instrumentale de Hesitating Blues est enregistrée le 21 octobre 1915 par le Prince's Band, le brass band maison de Columbia, et sortie en disque 78 tours en février 1916, en face B du single St. Louis Blues. Le Victor Military Band enregistre Hesitation Blues le 8 août 1916, publié par la Victor Talking Machine Company la même année.
A cette époque, Hesitating/Hesitation Blues est assez populaire comme chanson de vaudeville afro-américain. Bessie Smith l'interprète à la fin de 1915, comme beaucoup d'autres artistes noirs de vaudeville.
La version chantée est enregistrée pour la première fois par Al Bernard à New York pour Edison Records le 14 février 1919 et paraît à la fois en « cylindre Blue Amberol » et en « Edison Diamond Disc matrix recording ». Les fichiers audio de cet enregistrement sont conservés au « Projet de numérisation et de conservation de cylindre » de l'Université de Californie à Santa Barbara.
En 1961, la chanson est la base du poème Ask Your Mama de Langston Hughes. Il indique : « La mélodie folklorique traditionnelle du Hesitation Blues est le leitmotiv de ce poème ». La direction musicale du poème est placée dans la marge droite de chaque page. Dans sa biographie de l'auteur, Arnold Rampersad explique que le refrain de la chanson, qui demande « How long must I have to wait? », souligne l'impatience de Hughes face aux progrès du mouvement des droits civiques.
Les paroles de la version des Holy Modal Rounders en 1964 contiennent le terme « psychédélique » : « Got my psycho-delic feet, in my psycho-delic shoes, I believe lord and mama got the psycho-delic blues, tell me how long do I have tell to wait, or can I get you now, or must I hesitay-ay-ay-ate ». Il s'agirait de la première utilisation du terme dans la musique populaire.

## Les interprètes
Parmi les artistes ayant enregistré Hesitation Blues,,,, on retiendra :
- 1916 :
  - Prince's Band (Columbia)
  - The Victor Military Band (Victor)
- 1919 : Al Bernard (Edison)
- 1920 : Art Hickman Orchestra (Columbia)
- 1923 :
  - Esther Bigeou (OKeh)
  - Sara Martin avec Eva Taylor, Clarence Williams et Thomas Morris (OKeh)
- 1925 : Art Gillham (Columbia)
- 1927 : Crying Sam Collins (Gennett)
- 1934 : Mae West avec Duke Ellington, dans le film Ce n'est pas un péché de Leo McCarey
- 1935 : Nat Gonella & His Georgians (Parlophone)
- 1936 : Wingy Manone (Bluebird)
- 1944 : James P. Johnson sur son album New York Jazz
- 1948 : Huddie "Leadbelly" Ledbetter, paru sur la compilation Last Sessions Volumes Three
- 1954 : Louis Armstrong and His All-Stars sur l'album Louis Armstrong Plays W. C. Handy
- 1957 : Reverend Gary Davis, paru en 1962 sur l'album Pure Religion and Bad Company[8]
- 1958 : 
  - Jesse Fuller sur l'album Jazz, Folk Songs, Spirituals & Blues
  - Eartha Kitt with Shorty Rogers and His Orchestra, sur l'album St. Louis Blues (RCA Victor)
  - Nat King Cole feat. Nelson Riddle, sur l'album St. Louis Blues
  - Pearl Bailey - Orchestra conducted by Don Redman, sur l'album St. Louis Blues (Roulette)
- 1961 : Dave Van Ronk sur l'album Van Ronk Sings
- 1964 : The Holy Modal Rounders sur leur album homonyme
- 1965 : Janis Joplin, publié en 1993 dans le coffret Janis
- 1968 :
  - Barney Bigard / Art Hodes All Star Stompers sur Bucket's Got A Hole In It
  - Ralph McTell sur Eight Frames a Second
  - Nitty Gritty Dirt Band sur Rare Junk
- 1970 : Hot Tuna sur leur premier album homonyme enregistré live
- 1975 :
  - Art Hodes sur The Art of Hodes
  - Little Brother Montgomery sur Blues Live![9]
- 1981 : Grateful Dead en concert au Madison Square Garden le 9 mars
- 1984 :
  - Doc & Merle Watson sur Down South
  - Tom Constanten en concert au Jabberwocky à Syracuse (New York)[10], en enchaînement de Dead Man Blues, puis sur les albums Fresh Tracks in Real Time (1989) et Morning Dew (1993)
- 1986 : John Cipollina en concert au Grant Street Saloon à San Francisco[11]
- 1989 : Nick Brignola sur l'album Raincheck
- 1990 : Jacques Gauthé et  Alain Marquet Clarinet Serenaders sur l'album Paris Blues
- 1995 : Tom Shaka sur Timeless in Blues
- 1996 :
  - The Asylum Street Spankers sur Spanks for the Memories
  - Jerry Garcia & David Grisman sur Shady Grove
  - Murray Head sur Pipe Dreams
  - Pasadena Roof Orchestra sur Rhythm Is Our Business!
- 1997 :
  - James Moody - Mark Turner
  - Dutch Swing College Band featuring Mrs. Einstein
- 2001 : 
  - Old Crow Medicine Show sur l'album Eutaw
  - Ekoostik Hookah en concert au Ponderosa Lodge Annex à Victor en Virginie-Occidentale[12]
- 2002 : Radiators en concert au Respectable Street Cafe, West Palm Beach[13]
- 2003 : Hans Theessink sur Songs from the Southland
- 2004 : 
  - David Gans en concert au Graham's Glacier, Washington[14]
  - Pert Near Sandstone en concert au Mario's kellar bar à Minneapolis[15]
- 2005 : 
  - Marian McPartland with Steely Dan sur l'album Marian McPartland's Piano Jazz with Guest Steely Dan
  - Special Ed and the Shortbus en concert au Cary Street Cafe, Richmond (Virginie)[16]
- 2007 :
  - Hairy Larry en concert à The Edge Coffeehouse, Fort Worth, Texas[17]
  - The Mudcats en concert au Human Development Center Family Day  Jonesboro (Arkansas)[18].
  - The Waybacks en concert au Narrows Center for the Arts Fall River (Massachusetts)[19]
- 2009 : Willie Nelson and Asleep at the Wheel sur Willie and The Wheel
- 2014 : Tuba Skinny sur Pyramid Strut
- 2020 : Mauro Ottolini feat. Fabrizio Bosso sur Storyville Story
- Earl Hines sur Live At The Crescendo Volume 2 (1990) et Live At Club Hangover, San Francisco, April-May 1957 (2016)
- Taj Mahal sur Bay Blues Live in Concert (1997)
- Jelly Roll Morton sur The Complete Library of Congress Recordings (2005)
- Muggsy Spanier
- Big Maybelle
- Deborah S Thomas
- Demsey Prince Mississippi

- Quelques interprétations
- Victor Military Band (1916).
- Al Bernard (1919).
- Art Hickman (1919)

- En 2004, Michael Jones la chante en français en duo avec Francis Cabrel sur son album Prises et reprises sous le titre Des nuits trop longues, avec des paroles de Fred Kocourek.